# Lacombe (motorfiets)
Lacombe is een historisch Frans merk dat na de Tweede Wereldoorlog scooters produceerde.